# Lilla Korskåltjärnen
Lilla Korskåltjärnen är en sjö i Ragunda kommun i Jämtland och ingår i Ångermanälvens huvudavrinningsområde.